# 故
Pour les articles homonymes, voir Gu et Ko.
故 est un caractère chinois issu du chinois archaïque et prononcé gù en mandarin. En chinois, ce peut être :
- un nom commun signifiant « cause », « raison », « motif », « affaire », « événement » ;
- un adverbe signifiant « intentionnellement » ;
- un adjectif signifiant « vieux », « ancien » ;
- un verbe signifiant « mourir ».

Il a également été utilisé en coréen et vietnamien et est toujours utilisé en japonais.
En japonais, 故 est un kanji signifiant « ancien », « cause », « circonstance », « destin », « raison ».

## Exemples en japonais
- 故事 (koji) : origine, tradition
- 故い (furoi, adjectif) : antique, daté, obsolète, ancien
- 故ない (yuenai) : sans raison
- 故 (moto, préfixe ou adjectif) : ex-, feu (dans le sens défunt)